# المكتبة الرقمية العالمية

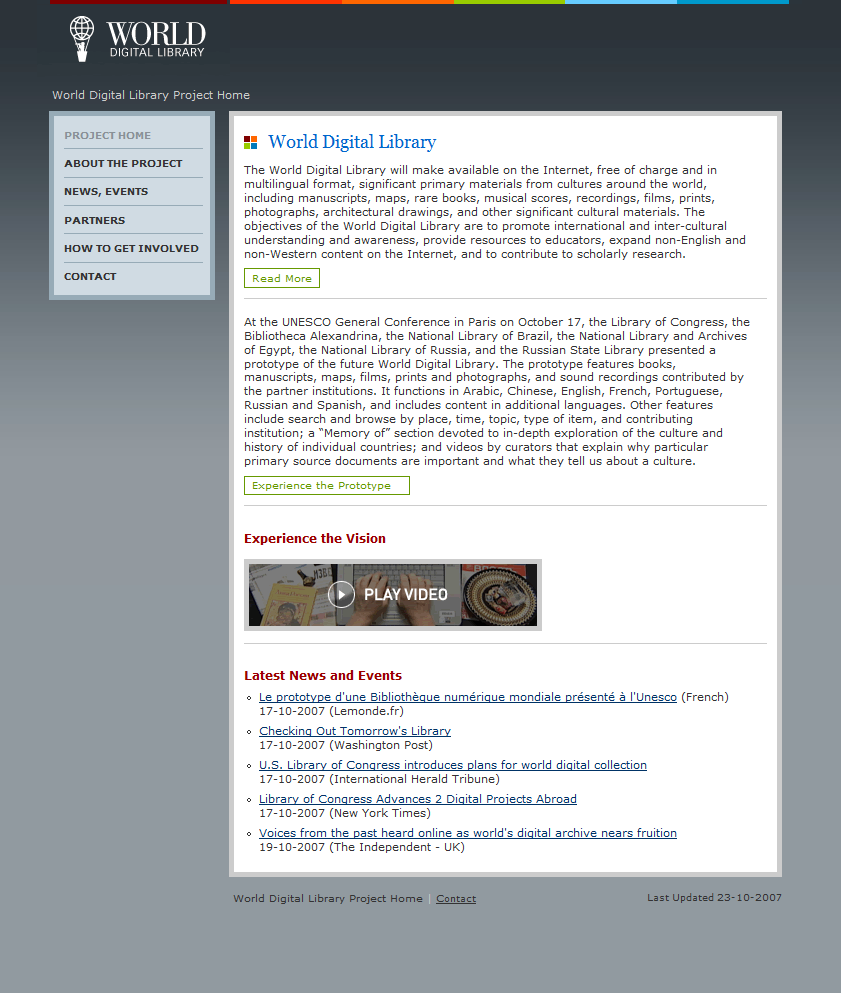

المكتبة الرقمية العالمية (بالإنجليزية: The World Digital Library) مكتبة رقمية التي أنشئت بدعم منظمة الأمم المتحدة للتربية والعلم والثقافة بالتعاون مع مكتبة الكونغرس الأمريكي.
أعلنت المكتبة أن مهمتها هي تعزيز التفاهم الدولي والتعليم لتبادل الثقافات بواسطة الإنترنت.

## تاريخ الإنشاء
كان جيمس بيلنجتون مدير مكتبة الكونغرس، قد اقترح في عام 2005 إنشاء مكتبة رقمية عالمية مسترعيا الانتباه إلى أن مشروعا كهذا «يعود بالنفع على الشعوب حيث يُعلي شأن الثقافات المختلفة بعمقها وتفرّدها من خلال مشروع عالمي واحد». وقد تم تبني الفكرة عقب طرحها بشكل رسمي في منظمة اليونسكو عام 2006، لينضم إلى المشروع شركاء دوليون؛ من بينهم: اليونسكو، والاتحاد الدولي لجمعيات المكتبات (IFLA)، بالإضافة إلى عدد من المكتبات الكبرى في قارات آسيا وأوروبا وأفريقيا والأمريكيتين.

## اللغات
تم عرض المكتبة بسبعة لغات وهي:
1. اللغة العربية
2. اللغة الإسبانية
3. اللغة الإنجليزية
4. اللغة البرتغالية
5. اللغة الروسية
6. اللغة الصينية
7. اللغة الفرنسية

## مواصفات المكتبة

### بيانات تعريفية متسقة
كل مادة في المكتبة توصف بمعلومات تعريفية متسقة تخص مكان وزمان وموضوع المادة، ويساعد هذا على كشف أي صِلات بين المواد المختلفة، وتحسِّن بيانات التعريف قدرة محركات البحث الخارجية على العثور على المادة المطلوبة.

### لمحات تعريفية مرفقة
توفر المكتبة لمحة تعريفية عن كل مادة تشرح فيها ماهية المادة وسبب أهميتها، وهي طريقة مصممة لإثارة الفضول.

### لغات متعددة
توفر المكتبة الرقمية العالمية بياناتها مترجمة إلى سبع لغات: العربية، والصينية، والإنجليزية، والفرنسية، والبرتغالية، والروسية والإسبانية.

## الشركاء
Partners in the World Digital Library project include:
| - مكتبة الإسكندرية الجديدة - مكتبة جامعة براون - مركز دراسات التاريخ المكسيكي - المركز الوطني للوثائق والمحفوظات - مؤسسة قطر للتربية والعلوم وتنمية المجتمع - مكتبة كولومبوس التذكارية - دار الكتب والوثائق القومية - المعهد الوطني لعلم الإنسان والتاريخ - الاتحاد الدولي لجمعيات ومؤسسات المكتبات - دار الكتب والوثائق الوطنية - جون كارتر مكتبة براون - المكتبة الوطنية الإسبانية - جامعة الملك عبد الله للعلوم والتقنية - مكتبة الكونغرس - مكتبة ولاية جنوب أستراليا - مكتبة ماما حيدرة التذكارية - هيئة أبوظبي للثقافة والتراث - إدارة الأرشيف والوثائق الوطنية - المكتبة المركزية الوطنية - مكتبة البرلمان الوطني - مكتبة البرازيل الوطنية - مكتبة ويلز الوطنية - المكتبة الوطنية الصينية - المكتبة الوطنية الفرنسية - مكتبة إسرائيل الوطنية - مكتبة روسيا الوطنية - مكتبة صربيا الوطنية - المكتبة الوطنية السويدية - مكتبة أوغندا الوطنية - المعهد الملكي لدراسات جنوب شرق آسيا والكاريبي - المكتبة الوطنية الروسية - جمعية تطوان أسمير - المكتبة الجامعية في براتيسلافا - مكتبة جامعة بريتوريا - مكتبة برلين الحكومية - مكتبة ويلكوم - مكتبة جامعة ييل - مكتبة بوريس يلتسين الرئاسية - مكتبة مقاطعه بافاريا - مكتبة وإرشيف ولاية فلوريدا - مكتبة وأرشيف كيبيك الوطنية - المكتبة الوطنية في هولندا - مكتبة نيوبيري - متحف والترز - مكتبة لاتفيا الوطنية - مكتبة كوريا الوطنية - مكتبة خوسيه مارتى الوطنية - مكتبة كاتالونيا الوطنية - المكتبة الوطنية الأرجنتينية - مكتبة أوكرانيا البرلمانية الوطنية - شركة المكتبة بفيلادلفيا - المكتبة الوطنية الكولومبية - المكتبة البريطانية - مكتبة فيتنام الوطنية - مكتبة فردانسكي الوطنية بأوكرانيا - مكتبة ألبانيا الوطنية - مكتبة أرمينيا الوطنية - المكتبة الوطنية النمساوية - مكتبة البرتغال الوطنية - مكتبة فلورنسا الوطنية المركزية - مكتبة فولجر شكسبير |

## وصلات خارجية
- موقع المكتبة الرقمية العالمية العربي
- اليونسكو تطلق أكبر مكتبة رقمية عالمية بسبع لغات - الجزيرة الوثائقية